# تاريخ سنار(كتاب)
تاريخ سنار هو كتاب تاريخي عربي لسلطنة سنار والسنوات الأولى للحكم العثماني في السودان. يغطي الكتاب في الأصل الفترة من 1504 إلى 1838م، لكنها إستمرت إلى عام 1871م. وتُرجم الكتاب إلى اللغة الإنجليزية.

## المخطوطات والطبعات
كتب النسخة الأصلية للكتاب الشيخ أحمد الملقب بكاتب الشونة، وغطى تاريخ سنار من 1504م إلى 1838م ( 910-1254هـ). بدأ الشيخ عمله قبل حملة محمد علي باشا على السودان في عام 1820. توججد نسختان مُتداولتان من النسخة الأصلية، مُسودة أولية ونسخة مُنقّحة مع إزالة حوالي خمسة عشر مقطعًا. وكان الحاج محمد جنقل أول من أكمل العمل بعد الشيخ أحمد، فبجانب استمراره في كتابة الكتاب قام بتحريف بضع الفقرات الخاصة بالشيخ أحمد في الأصل. يهر هذا بوضوح في اختلاف الخطين المكتوب بهما النسخة الأصلية. توجد مخطوطتان أخريتان تحتفظان جزئيًا بالمسودة الأولى وما لحق بها من تعديل.
قام الزبير ود حوة بتكملة ثانية للكتاب، وأطال الفترة التاريخية المذكورة بالكتاب حتى عام 1863م (1280هـ)، بينما أضاف أيضًا إلى المواد الأولية الخاصة بتاريخ النوبة في القرون الوسطى المستمدة من كتابات ابن سليم الأسواني عبر المقريزي. وأجرى التصحيح النهائي للكتاب إبراهيم عبد الضافي. قطع الكثير من إضافات الزبير إلى البداية وأضاف بعض المواد عن والد الزبير بالإضافة إلى إشعار أخير من الأمين محمد الطرير الذي أطال فترة الكتاب التاريخية حتى 1871م (1288ه). توجد مخطوطة واحدة لنسخة الزبير. ولا يُعرف تاريخ التنقيح النهائي للعديد من مخطوطات الكتاب.
نُشرت التنقيحات الأصلية والنهائية، الأول بعنوان تاريخ ملوك السودان لمكي شُبيكة في الخرطوم عام 1947، والأخير بعنوان مخطط كاتب الشونة في القاهرة عام 1963.  أنتج هارولد مكمايكل ترجمة موجزة من المراجعة النهائية في عام 1922. وترجم بيتر هولت الكتاب بشكل كامل.